# Blausasc
Blausasc (italienisch Blausasco oder Bleusasco) ist eine französische Gemeinde mit 1.664 Einwohnern (Stand 1. Januar 2022) im Département Alpes-Maritimes in der Region Provence-Alpes-Côte d’Azur. Sie gehört zum Arrondissement Nizza und zum Kanton Contes. Sie grenzt im Norden an L’Escarène, im Osten an Peille und Peillon, im Süden an Drap, im Westen an Cantaron und Contes sowie im Nordwesten an Berre-les-Alpes.
Die Bewohner sind die Blausascois. 

## Bevölkerungsentwicklung
| 1962 | 1968 | 1975 | 1982 | 1990 | 1999 | 2008 | 2012 |
| ---- | ---- | ---- | ---- | ---- | ---- | ---- | ---- |
| 474  | 509  | 510  | 725  | 1057 | 1254 | 1408 | 1468 |